# Hypnodendron tahiticum
Hypnodendron tahiticum là một loài Rêu trong họ Hypnodendraceae. Loài này được (Besch.) A. Touw mô tả khoa học đầu tiên năm 1971.